# 페테르 루드비 메이델 쉴로브
페테르 루드비 메이델 쉴로브(노르웨이어: Peter Ludvig Meidell Sylow, 1832–1918)는 노르웨이의 수학자이다. 군론에 핵심적인 정리들을 증명하였고, 그 가운데 특히 쉴로브 정리가 유명하다.

## 생애
1832년 오슬로에서 태어났다. 1858년부너 1898년 동안 할렌에서 고등학교 수학 교사로 있었고, 오슬로 대학교에서 1862년에 수학 강사로 일했다. 오슬로 대학교에서 오늘날 쉴로브 부분군이라고 불리는 개념에 대하여 연구했으며, 이후 1872년에 쉴로브 정리를 발표하였다. 1872년부터 1880년 사이에 닐스 헨리크 아벨의 원고들을 편집해 출판하였다. 1898년에 오슬로 대학교 교수가 되었다. 1918년에 오슬로에서 사망하였다.